# Sieg (rivier)
De Sieg is een rechterzijrivier van de Rijn, die in Duitsland door Noordrijn-Westfalen en Rijnland-Palts stroomt. De rivier ontspringt in het Rothaargebirge, is 155 km lang en mondt stroomafwaarts van Bonn uit in de Rijn.

## Naam
De naam van de rivier komt van het Keltische woord Sikkere, dat snelle rivier betekent.
- Gemeinsame Normdatei: 4054872-7
- Virtual International Authority File: 246087196